# Johann Jakob Ewich
Johann Jakob Ewich (* 25. August 1788 in Wesel; † 15. Mai 1863 in Burgbrohl) war ein deutscher evangelischer Lehrer und Autor pädagogischer Lehrbücher und Schriften.

Eheleute Ewich auf einer Bronzegrabplatte aus dem Jahr 1863

## Leben und Wirken

Schloss und Dorf Burgbrohl 1852 – Lithographie von H. von Dirks

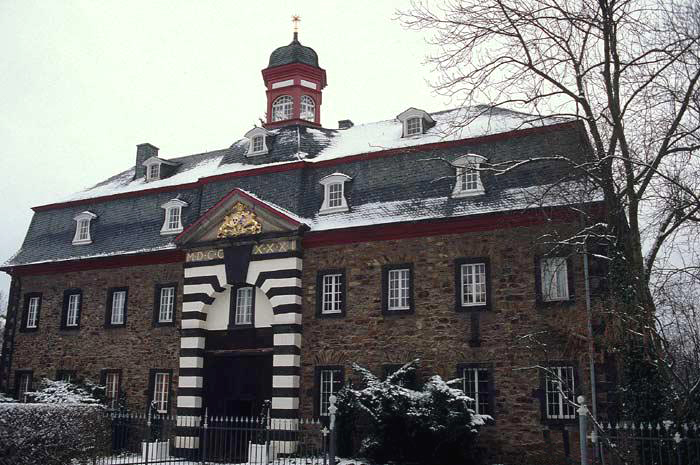
Burgbrohl (heute)

Ewich war Sohn des Verwaltungsbeamten und Kämmerers zu Schermbeck Gerhard Johann Anton von Ewich (* 7. Oktober 1751 in Wesel; † 21. März 1810 in Wesel). Aufgrund finanzieller Not des Vaters und durch den frühen Tod der Mutter Anna Louise von Restorff (* 6. September 1754 in Wesel; † 12. Mai 1797 in Wesel) wurde Ewich ab seinem 8. Lebensjahr im Waisenhaus Wesel durch die Pflegeeltern Stallmann großgezogen. Wunsch seines Vaters war es, dass er Theologie studieren solle. Ewich aber entschied sich für den Lehrerberuf.
1806 wurde Ewich zum Lehrer examiniert, erhielt das Zeugnis der Reife, und er zog in die evangelische Volksschule in Haldern am Niederrhein ein. Dort trat er unter Pfarrer Wilhelm Denninghoff seine erste Lehrerstelle als Volksschullehrer an. In Haldern lehrte Ewich bis zum Jahresende 1808. Ab 1809 war er als Volksschullehrer unter Pfarrer Wilhelm Ross in Budberg tätig. 1810 gründete er gemeinsam mit dem Volksschullehrer Johann Heinrich Schürmann in Repelen eine erste Lehrerkonferenz regionaler Volkslehrer.
1811 nahm Ewich eine Lehrerstelle in Barmen an. Noch im selben Jahr gründete er die nach ihm benannte Privatschule Ewich in Barmen, welche aus dem Riepeschen Institut (ggr. 1807 durch Riepe) hervorging. Am 28. April 1813 heiratete Ewich Eleonore Karoline Jakobine Seibels (* 4. März 1787 in Barmen; † 23. Juli 1878 in Burgbrohl). Aus der Ehe gingen 9 Kinder (2 Söhne (u. a. Karl Otto Jakob Ewich), 7 Töchter) hervor. 1823 wurde die Privatschule Ewich mit der reformierten Rektoratsschule Barmen (Lateinschule) zur Höheren Stadtschule Barmen zusammengelegt. Rektor der Höheren Stadtschule wurde Johannes Grimm (vormals Rektor der Rektoratsschule).
1829 brachte er sein erstes pädagogisches Lehrbuch „Human, der Lehrer einer niederen und höheren Volksschule in seinem Wesen und Wirken“ in zwei Bänden (1. Teil: Der Lehrer und die Zucht; 2. Teil: Der Lehrplan) heraus. Es folgten weitere pädagogische Schriften.
1831 wurde Ewich durch seinen engen Freund und Gönner Adolph Diesterweg für die Direktorenstelle des Lehrerseminars in Moers vorgeschlagen. Die Direktorenstelle wurde allerdings Franz Ludwig Zahn zugesprochen. Die Höhere Stadtschule wurde 1846 zu einer Realschule mit vier Klassen. 1851 übernahm Ewich eine Buchhandlung und Druckerei von Peter August Bagel (1809–1881) in Duisburg. 1854 wurde Ewich pensioniert und verbrachte seinen Lebensabend auf Schloss Burgbrohl, das er bereits 1845 gekauft hatte.
1863 feierte Ewich unter Pfarrer Rocholl auf Burgbrohl seine Goldene Hochzeit, bevor er kurz danach auf Schloss Burgbrohl verstarb. Ewich wurde auf dem Friedhof in Niederbreisig beigesetzt. Bis 1954 stand dort ein aus Tuffstein bestehendes Grabmal mit einer Bronzeplatte, auf dem die Bildnisse der Eheleute Ewich abgebildet waren.

## Schriften
- 1829: Human, der Lehrer einer niederen und höheren Volksschule in seinem Wesen und Wirken. Verlag J. Bagel, Wesel.
  - 1. Theil: Der Lehrer und die Zucht;.
  - 2. Theil: Der Lehrplan.
- 1831: Abdruck einer Rede anläßlich seines 25.jährigen Amtsjubiläums In: Rheinische Blätter für Erziehung und Unterricht. Bände 9–10, Januar bis Juni 1832 veröffentlicht durch F.A.W. Diesterweg, Essen, Verlag G.D Baedecker, S. 86–101.
- 1834: Was thut unserem erziehenden Unterricht Noth? Schönian.
- 1836: Johann Jakob Ewich in Barmen. in: F.A.W. Diesterweg: „Das pädagogische Deutschland der Gegenwart“ oder „Sammlung von Selbstbiographien jetzt lebender, deutscher Erzieher und Lehrer“. Verlagsbuchhandlung von Carl Friedrich Plahn, Berlin, S. 215–305. (Autobiographie)
- 1855: Der alte Schulmeister und der in der Pädagogik vorherrschende Geist. In: Pädagogischer Jahresbericht der Volksschullehrer. Band 9, Verlag Friedrich Brandstetter, Leipzig.
- 1855: Zweite Discussion des alten Schulmeisters und der in der Pädagogik vorherrschende Geist. In: Pädagogischer Jahresbericht der Volksschullehrer. Band 10, Verlag Friedrich Brandstetter, Leipzig.
- 1857: Der See von Laach. Eine poetische Schilderung, nebst einer Zugabe, Verlag Johann Jakob Ewich, Duisburg
- 1861: „Das Fundament aller Religion“ oder „die Versöhnung des gläubigen Gewissens mit dem denkenden Geiste“. Rheinische Verlagsanstalt, Bonn.